# 江川 (徳島県)
江川（えがわ）は、徳島県吉野川市を流れる一級河川吉野川水系の支流である。

## 地理
吉野川市（旧麻植郡鴨島町）の旧吉野川遊園地（現：吉野川医療センター）より同市を流れ名西郡石井町を通過し下流吉野川へ合流する。下流域には江川・鴨島公園があり、桜の名所として知られている。

## 江川の湧水
湧水は、名水百選に選定されている。夏季は10度前後と冷たく、冬季は20度前後と温かい水温で、異常水温現象として有名だが原因は不明であり、徳島県天然記念物にも指定されている。
学術的には吉野川市鴨島町西知恵島地区にある湧水で、吉野川の伏流水とされる。

## ギャラリー
- 入口
- 左入口
- 北方向
- 南方向
- 湧水池
- 鴨島公園 全景

## 付近の主な施設
- 吉野川医療センター
- 吉野川遊園地（閉園）
- 吉野川市立鴨島小学校
- 江川・鴨島公園

## 流域の自治体
徳島県
吉野川市
石井町

## 源泉へのアクセス
- JR徳島線西麻植駅下車、徒歩約5分
- 国道318号沿い、江川・鴨島公園